# Грілівілл (Південна Кароліна)
Грілівілл (англ. Greeleyville) — місто (англ. town) в США, в окрузі Вільямсберг штату Південна Кароліна. Населення — 384 особи (2020).

## Географія
Грілівілл розташований за координатами 33°34′49″ пн. ш. 79°59′24″ зх. д. / 33.58028° пн. ш. 79.99000° зх. д. (33.580223, -79.990022).  За даними Бюро перепису населення США в 2010 році місто мало площу 3,17 км², уся площа — суходіл.

## Демографія
Згідно з переписом 2010 року, у місті мешкало 438 осіб у 183 домогосподарствах у складі 123 родин. Густота населення становила 138 осіб/км².  Було 214 помешкання (68/км²).
Расовий склад населення:
| - 68,9 % — чорних або афроамериканців - 28,3 % — білих |

До двох чи більше рас належало 2,3 %. Частка іспаномовних становила 2,7 % від усіх жителів.
За віковим діапазоном населення розподілялося таким чином: 26,3 % — особи молодші 18 років, 52,9 % — особи у віці 18—64 років, 20,8 % — особи у віці 65 років та старші. Медіана віку мешканця становила 41,3 року. На 100 осіб жіночої статі у місті припадало 86,4 чоловіків;  на 100 жінок у віці від 18 років та старших — 85,6 чоловіків також старших 18 років.
Медіана доходів становила 35 938 доларів для чоловіків та 30 682 долари для жінок. За межею бідності перебувало 43,5 % осіб, у тому числі 69,7 % дітей у віці до 18 років та 21,4 % осіб у віці 65 років та старших.
Цивільне працевлаштоване населення становило 131 особа. Основні галузі зайнятості: освіта, охорона здоров'я та соціальна допомога — 27,5 %, виробництво — 22,9 %, роздрібна торгівля — 15,3 %, фінанси, страхування та нерухомість — 10,7 %.